# Sucre (Ecuador)
Sucre è una parrocchia urbana dell'Ecuador, capoluogo del cantone di Veinticuatro de Mayo, nella provincia di Manabí.